# MoneyGrabber
MoneyGrabber è un singolo del gruppo musicale statunitense Fitz and The Tantrums, pubblicato l'8 aprile 2011 come quarto estratto dal primo album in studio Pickin' Up the Pieces. 

## Descrizione
Il brano è stato scritto da Chris Seefried e Fitz.

## Video musicale
Il videoclip del brano è stato reso disponibile sul canale YouTube del gruppo l'8 aprile 2011. La regia del video è curata da Michael Mohan.

## Tracce
Promo CD-Single Dangerbird / V2
1. MoneyGrabber – 3:09

CD Single Dangerbird Records – VVNL21933, V2 – VVNL21933
1. Moneygrabber – 3:09
2. Breakin' the Chains of Love (Live From Candor) – 3:17

## Classifiche
| Classifica (2011)  | Posizione più alta |
| ------------------ | ------------------ |
| Billboard US Adult | 34                 |
| Billboard US Rock  | 33                 |